# Tüütsi
Tüütsi – wieś w Estonii, w prowincji Võru, w gminie Rõuge.